# Psycho Motel
Psycho Motel foi uma banda britânica de hard rock, pertencente ao guitarrista Adrian Smith, do Iron Maiden. A banda esteve em atividade enquanto Adrian Smith esteve fora do Iron Maiden.

## Formação

### Primeira formação
- Solli - Vocal
- Adrian Smith - Guitarra
- Gary Leidermann - Baixo
- Mike Sturgis - Bateria

### Segunda formação
- Andy Makin - Vocal
- Adrian Smith - Guitarra
- Gary Leidermann - Baixo
- Mike Sturgis - Bateria

## Discografia

### Álbuns de estúdio
- State of Mind - 1996
- Welcome to the World - 1997